# لاخساريا
لاخساريا رمزها «LA» (بالإنجليزية: Lakhisarai)‏ ، هو تقسيم إداري لدولة الهند تتبع ولاية بيهار (بالإنجليزية: Bihar)‏ ، مركزها هو مدينة لاخساريا (بالإنجليزية: Lakhisarai)‏ عدد سكانها حسب تعداد سنة 2001 هو 1,000,717 ، مساحتها 1,229 كم² وكثافة السكان 815 لكل كم² .